# Madonna mit Kind (Visseiche)

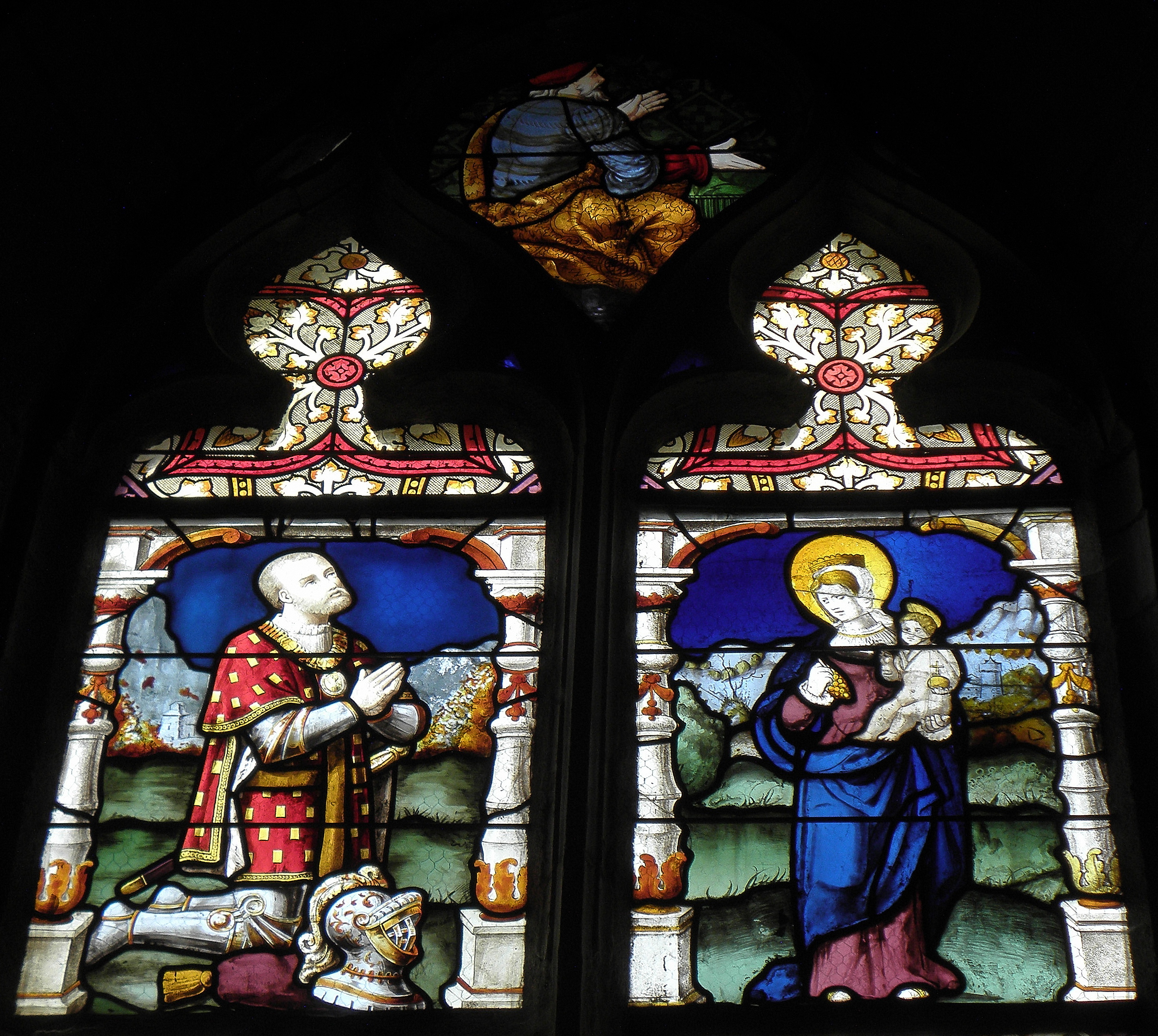
Fenster Madonna mit Kind in Visseiche

Das Fenster Madonna mit Kind in der katholischen Pfarrkirche St-Pierre in Visseiche, einer französischen Gemeinde im Département Ille-et-Vilaine in der Region Bretagne, wurde Mitte des 16. Jahrhunderts geschaffen. Das Bleiglasfenster wurde 1990 als Monument historique in die Liste der Baudenkmäler in Frankreich aufgenommen.
Das Fenster wurde vermutlich im Atelier von Michel Bayonne in Rennes geschaffen, das viele Kirchenfenster in der Region schuf. Das Fenster zeigt den Grundherrn Jacques de Champégné kniend vor Maria, die eine Weintraube in der rechten Hand hält. Das Jesuskind hält eine Weltkugel mit einem Kreuz in der linken Hand.
Neben dem Fenster Madonna mit Kind ist noch das Passionsfenster aus der Zeit der Renaissance in der Kirche erhalten.